# Списак енглеских монарха
Овај списак краљева и владајућих краљица Краљевине Енглеске почиње са Алфредом Великим, који је у почетку владао Весексом, једним од седам англосаксонских краљевстава која су касније начинила модерну Енглеску. Алфред је себе прогласио краљем Англосаксонаца од 886. године, и иако није био први краљ који је тврдио да влада свим Енглезима, његова владавина представља почетак прве непрекинуте лозе краљева која је владала целом Енглеском, династије Весекс.
Аргументи се наводе за неколико различитих краљева за које се сматра да су контролисали довољно англосаксонских краљевстава да би се могли сматрати првим краљем Енглеске. На пример, Офу од Мерсије и Егберта од Весекса популарни писци понекад описују као краљеве Енглеске, али историчари не сматрају да су њихове широке власти биле део процеса који је водио ка уједињеној Енглеској. Историчар Сајмон Кејнс наводи, на пример, да је „Офа био вођен жудњом за моћи, а не визијом енглеског јединства; и оно што је оставио била је репутација, а не наслеђе”. Ово се односи на период у касном 8. веку када је Офа остварио доминацију над многим краљевствима јужне Енглеске, али која није преживела његову смрт 796. године. Исто тако, 829. године Егберт од Весекса је освојио Мерсију, али је убрзо изгубио контролу над њом.
Тек крајем 9. века једно краљевство, Весекс, постало је доминантно англосаксонско краљевство. Његов краљ, Алфред Велики, био је господар западне Мерсије и користио је титулу Краљ Англа и Саксонаца, али никада није владао источном и северном Енглеском, која је тада била позната као Данелаг, коју су раније освојили Данци из јужне Скандинавије. Његов син Едвард Старији освојио је источни Данелаг, али Едвардов син Етелстан је постао први краљ који је владао целом Енглеском када је освојио Нортамбрију 927. године, а неки савремени историчари га сматрају првим правим краљем Енглеске. Титула „Краљ Енглеза” или Rex Anglorum на латинском, први пут је коришћена за описивање Етелстана у једној од његових повеља 928. година. Стандардна титула за монархе од Етелстана до Јована била је „Краљ Енглеза”. Кнут Велики, Данац, први је себе назвао „краљем Енглеске”. У норманском периоду „Краљ Енглеза” је остао стандард, уз повремену употребу титула „Краљ Енглеске” или Rex Anglie. Од Јованове владавине па надаље, све друге титуле су се избегавале у корист „краља” или „краљице Енглеске”.
Кнежевина Велс је инкорпорирана у Краљевину Енглеску 1284. године, а 1301. године краљ Едвард I прогласио је свог најстаријег сина, будућег краља Едварда II, за принца од Велса. Од тог времена, најстарији синови свих енглеских монарха, осим краља Едварда III, носили су ову титулу.
Када је краљица Елизабета I умрла без наследника 1603. године, шкотски краљ Џејмс VI наследио је енглеску круну као Џејмс I од Енглеске, ујединивши круне Енглеске и Шкотске у персоналну унију. Краљевском прокламацијом, Џејмс је себе назвао „краљем Велике Британије”, али такво краљевство заправо није створено све до 1707. године, када су се Енглеска и Шкотска ујединиле за време владавине краљице Ане да формирају нову Краљевину Велике Британије, са јединственим британским парламентом у Вестминстеру. Ово је означило крај Краљевине Енглеске као суверене државе.

## Списак монарха
| Алфред Велики                 |                               | око 886.                            | 26. октобар 899.                   | Династија Весекс                                  |                                    |                                    |                                    |
| Едвард Старији                |                               | 26. октобар 899.                    | 17. јул 924.                       | Династија Весекс                                  |                                    |                                    |                                    |
| Етелстан Сјајни               |                               | 924.                                | 27. октобар 939.                   | Династија Весекс                                  |                                    |                                    |                                    |
| Едмунд I Величанствени        |                               | 27. октобар 939.                    | 26. мај 946.                       | Династија Весекс                                  |                                    |                                    |                                    |
| Едред                         |                               | 26. мај 946.                        | 23. новембар 955.                  | Династија Весекс                                  |                                    |                                    |                                    |
| Едви                          |                               | 23. новембар 955.                   | 1. октобар 959.                    | Династија Весекс                                  |                                    |                                    |                                    |
| Едгар I Мирољубиви            |                               | 1. октобар 959.                     | 8. јул 975.                        | Династија Весекс                                  |                                    |                                    |                                    |
| Едвард II Мученик             |                               | 8. јул 975.                         | 18. март 978.                      | Династија Весекс                                  |                                    |                                    |                                    |
| Етелред Неспремни             |                               | 18. март 978. 3. фебруар 1014.      | 1013. 23. април 1016.              | Династија Весекс                                  |                                    |                                    |                                    |
| Свен I Рашљобради             |                               | 25. децембар 1013.                  | 3. фебруар 1014.                   | Династија Книтлинга                               |                                    |                                    |                                    |
| Едмунд Гвоздени               |                               | 23. април 1016.                     | 30. новембар 1016.                 | Династија Весекс                                  |                                    |                                    |                                    |
| Кнут Велики                   |                               | 18. октобар 1016.                   | 12. новембар 1035.                 | Династија Книтлинга                               |                                    |                                    |                                    |
| Харолд I од Енглеске          |                               | 12. новембар 1035.                  | 17. март 1040.                     | Династија Книтлинга                               |                                    |                                    |                                    |
| Хартакнут                     |                               | 17. март 1040.                      | 8. јун 1042.                       | Династија Книтлинга                               |                                    |                                    |                                    |
| Едвард Исповедник             |                               | 8. јун 1042.                        | 5. јануар 1066.                    | Династија Весекс                                  |                                    |                                    |                                    |
| Харолд II Енглески            |                               | 6. јануар 1066.                     | 14. октобар 1066.                  | Династија Годвин                                  |                                    |                                    |                                    |
| Едгар Етелинг                 |                               | 15. октобар 1066.                   | 17. децембар 1066.                 | Династија Весекс                                  |                                    |                                    |                                    |
| Вилијам I Освајач             |                               | 25. децембар 1066.                  | 9. септембар 1087.                 | Норманска династија                               |                                    |                                    |                                    |
| Вилијам II                    |                               | 26. септембар 1087.                 | 2. август 1100.                    | Норманска династија                               |                                    |                                    |                                    |
| Хенри I                       |                               | 5. август 1100.                     | 1. децембар 1135.                  | Норманска династија                               |                                    |                                    |                                    |
| Стивен од Енглеске            |                               | 22. децембар 1135.                  | 25. октобар 1154.                  | Династија Блоа                                    |                                    |                                    |                                    |
| Хенри II Плантагенет          |                               | 19. децембар 1154.                  | 6. јул 1189.                       | Династија Плантагенет Анжујци Норманска династија |                                    |                                    |                                    |
| Ричард I Лавље Срце           |                               | 3. септембар 1189.                  | 6. април 1199.                     | Династија Плантагенет                             |                                    |                                    |                                    |
| Јован без Земље               |                               | 27. мај 1199.                       | 19. октобар 1216.                  | Династија Плантагенет                             |                                    |                                    |                                    |
| Хенри III Плантагенет         |                               | 28. октобар 1216.                   | 16. новембар 1272.                 | Династија Плантагенет                             |                                    |                                    |                                    |
| Едвард I Плантагенет          |                               | 20. новембар 1272.                  | 7. јул 1307.                       | Династија Плантагенет                             |                                    |                                    |                                    |
| Едвард II Плантагенет         |                               | 8. јул 1307.                        | 20. јануар 1327.                   | Династија Плантагенет                             |                                    |                                    |                                    |
| Едвард III Плантагенет        |                               | 25. јануар 1327.                    | 21. јун 1377.                      | Династија Плантагенет                             |                                    |                                    |                                    |
| Ричард II Плантагенет         |                               | 22. јун 1377.                       | 29. септембар 1399.                | Династија Плантагенет                             |                                    |                                    |                                    |
| Хенри IV Ланкастер            |                               | 30. септембар 1399.                 | 20. март 1413.                     | Династија Ланкастер                               |                                    |                                    |                                    |
| Хенри V Ланкастер             |                               | 21. март 1413.                      | 31. август 1422.                   | Династија Ланкастер                               |                                    |                                    |                                    |
| Хенри VI Ланкастер            |                               | 1. септембар 1422. 3. октобар 1470. | 4. март 1461. 11. април 1471.      | Династија Ланкастер                               |                                    |                                    |                                    |
| Едвард IV Јорк                |                               | 4. март 1461. 11. април 1471.       | 3. октобар 1470. 9. април 1483.    | Династија Јорк                                    |                                    |                                    |                                    |
| Едвард V Јорк                 |                               | 9. април 1483.                      | 25. јун 1483.                      | Династија Јорк                                    |                                    |                                    |                                    |
| Ричард III                    |                               | 26. јун 1483.                       | 22. август 1485.                   | Династија Јорк Династија Плантагенет              |                                    |                                    |                                    |
| Хенри VII Тјудор              |                               | 22. август 1485.                    | 21. април 1509.                    | Династија Тјудор                                  |                                    |                                    |                                    |
| Хенри VIII Тјудор             |                               | 22. април 1509.                     | 28. јануар 1547.                   | Династија Тјудор                                  |                                    |                                    |                                    |
| Едвард VI Тјудор              |                               | 28. јануар 1547.                    | 6. јул 1553.                       | Династија Тјудор                                  |                                    |                                    |                                    |
| Џејн Греј                     |                               | 10. јул 1553.                       | 19. јул 1553.                      | Q738176                                           |                                    |                                    |                                    |
| Мери I Тјудор                 |                               | 19. јул 1553.                       | 17. новембар 1558.                 | Династија Тјудор                                  |                                    |                                    |                                    |
| Елизабета I Тјудор            |                               | 17. новембар 1558.                  | 24. март 1603.                     | Династија Тјудор                                  |                                    |                                    |                                    |
| Џејмс I Стјуарт               |                               | 24. март 1603.                      | 27. март 1625.                     | Династија Стјуарт                                 |                                    |                                    |                                    |
| Чарлс I Стјуарт               |                               | 27. март 1625.                      | 30. јануар 1649.                   | Династија Стјуарт                                 |                                    |                                    |                                    |
| Чарлс II Стјуарт              |                               | 29. мај 1660.                       | 6. фебруар 1685.                   | Династија Стјуарт                                 |                                    |                                    |                                    |
| Џејмс II Стјуарт              |                               | 6. фебруар 1685.                    | 23. децембар 1688.                 | Династија Стјуарт                                 |                                    |                                    |                                    |
| Мери II од Енглеске           |                               | 13. фебруар 1689.                   | 28. децембар 1694.                 | Династија Стјуарт                                 |                                    |                                    |                                    |
| Вилијам III Орански           |                               | 13. фебруар 1689.                   | 8. март 1702.                      | Династија Орање-Насау                             |                                    |                                    |                                    |
| Ана од Велике Британије       |                               | 8. март 1702.                       | 1. мај 1707.                       | Династија Стјуарт                                 |                                    |                                    |                                    |
| Након Закона о Унији из 1707. | Након Закона о Унији из 1707. | Видети Списак британских монарха .  | Видети Списак британских монарха . | Видети Списак британских монарха .                | Видети Списак британских монарха . | Видети Списак британских монарха . | Видети Списак британских монарха . |